# Караба
Караба (англ. Karaba) — озеро, розташоване на території Руанди, Східна провінція. Неподалік знаходиться містечко Ґашора. Північніше розташовані озера Бірара, Мугесера, Саке (за 8 км), населений пункт Саке, західніше — Ґахарва, Кілімбі, південніше — Канзігірі, Нарунгазі, Рвгінда, Рверу.